# Список объектов всемирного наследия ЮНЕСКО в Тунисе
В спи́ске объе́ктов Всеми́рного насле́дия ЮНЕ́СКО в Туни́се значатся 8 наименований (на 2016 год), это составляет 0,6 % от общего числа (1248 на 2025 год).
7 объектов включены в список по культурным критериям, 1 объект — по природному. Город Кайруан признан шедевром человеческого созидательного гения (критерий i).
Кроме этого, по состоянию на 2021 год, 16 объектов на территории государства находятся в числе кандидатов на включение в список всемирного наследия.
Тунис ратифицировал Конвенцию об охране всемирного культурного и природного наследия 10 марта 1975 года. Первые 3 объекта на территории Туниса были занесены в список в 1979 году на 3-й сессии Комитета всемирного наследия ЮНЕСКО.

## Список
Объекты расположены в порядке их добавления в список всемирного наследия. Если объекты добавлены одновременно, то есть на одной сессии Комитета всемирного наследия ЮНЕСКО, то объекты располагаются по номерам.
| # | Изображение | Название                                                                         | Местоположение  | Время создания       | Год внесения в список | №   | Критерии          |
| - | ----------- | -------------------------------------------------------------------------------- | --------------- | -------------------- | --------------------- | --- | ----------------- |
| 1 |             | Медина (старая часть) города Тунис (араб. مدينة تونس القديمة‎)                    | Вилайет Тунис   | VIII век             | 1979 2010             | 36  | ii, iii, v        |
| 2 |             | Руины Карфагена (араб. موقع قرطاج الأثري‎)                                        | Вилайет Тунис   | 814 год до н. э.     | 1979                  | 37  | ii, iii, vi       |
| 3 |             | Амфитеатр в Эль-Джеме (араб. مدرّج الجم الروماني‎)                                 | Вилайет Махдия  | III век              | 1979 2010             | 38  | iv, vi            |
| 4 |             | Национальный парк Ишкёль (араб. محمية إشكل الوطنية‎)                              | Вилайет Бизерта | 1977                 | 1980                  | 8   | x                 |
| 5 |             | Пунический город Керкуан и его некрополь (араб. مدينة كركوان البونيقية ومقبرتها‎) | Вилайет Набуль  | IV—III века до н. э. | 1985 2010             | 332 | iii               |
| 6 |             | Медина Суса (араб. مدينة سوسة القديمة‎)                                           | Вилайет Сус     | IX век               | 1988 2010             | 498 | iii, iv, v        |
| 7 |             | Кайруан (араб. القيروان‎)                                                         | Вилайет Кайруан | 670 год              | 1988                  | 499 | i, ii, iii, v, vi |
| 8 |             | Древний город Дугга (Тугга) (араб. دقّّة‎)                                          | Вилайет Беджа   | VI век до н. э.      | 1997                  | 794 | ii, iii           |

## Предварительный список
Объекты расположены в порядке их добавления в Предварительный список.
| #  | Изображение | Название | Местоположение                                      | Время создания                    | Год внесения в список | №    | Критерии                  |
| -- | ----------- | --- | --------------------------------------------------- | --------------------------------- | --------------------- | ---- | ------------------------- |
| 1  |             | Национальный парк Эль-Фейджа | Вилайет Джендуба                                    | —                                 | 2008                  | 5383 | vii, viii, x              |
| 2  |             | Национальный парк Бухедма | Вилайеты Гафса, Сиди-Бу-Зид                         | —                                 | 2008                  | 5384 | vii, viii, x              |
| 3  |             | Озеро Эль-Джерид | Вилайеты Кебили, Таузар                             | —                                 | 2008                  | 5385 | vii, viii, ix, x          |
| 4  |             | Оазис Габес | Вилайет Габес                                       | —                                 | 2008                  | 5386 | iv, vii, x                |
| 5  |             | Царские мавзолеи Нумидии, Мавретании и доисламские погребальные памятники а) Нумидийский некрополь в Шемту б) Нумидийско-пунический некрополь в Дугге в) Мегалитический комплекс в Эллесе г) Мегалитический комплекс в Мактаре д) Нумидийский мавзолей в Хеншир-Бургу (остров Джерба) | Вилайеты Джендуба, Эль-Кеф, Беджа, Сильяна, Меденин | 2-е тысячелетие до н. э. — II век | 2012                  | 5684 | ii, iii, iv               |
| 6  |             | Римский гидравлический комплекс Загван—Карфаген | Вилайеты Загван, Бен-Арус, Мануба, Арьяна           | II век                            | 2012                  | 5685 | i, iv                     |
| 7  |             | Остров Джерба | Вилайет Меденин                                     |                                   | 2012                  | 5686 | v, vi                     |
| 8  |             | Древние нумидийские мраморные каменоломни в Шемту | Вилайет Джендуба                                    | со II века до н. э.               | 2012                  | 5687 | ii, iv                    |
| 9  |             | Границы Римской империи: лимесы в Южном Тунисе | Вилайеты Габес, Кебили, Меденин, Татавин            | I век до н. э.                    | 2012                  | 5688 | ii, iii, iv               |
| 10 |             | Медина города Сфакс | Вилайет Сфакс                                       | 849                               | 2012                  | 5689 | ii, iv, v                 |
| 11 |             | Морской пермский период в Джебель-Тебаге | Вилайет Меденин                                     | —                                 | 2016                  | 6087 | vii, viii                 |
| 12 |             | Стратотип на мелово-третичной границе | Вилайет Эль-Кеф                                     | —                                 | 2016                  | 6088 | vii, viii                 |
| 13 |             | Плато Джугуртха | Вилайет Эль-Кеф                                     | —                                 | 2017                  | 6278 | ii, iii, v, vi, vii, viii |
| 14 |             | Пещерные жилища и ксары южного Туниса | Вилайеты Габес, Гафса, Меденин, Татауин             |                                   | 2020                  | 6444 | iv, v                     |
| 15 |             | Эль-Мекта — памятник капсийской культуры | Вилайет Гафса                                       | 10000 — 7000 лет назад            | 2021                  | 6536 | iii                       |
| 16 |             | Археологический памятник Сбейтла | Вилайет Кассерин                                    | I век                             | 2021                  | 6537 | ii                        |